# Jagdfliegerführer Mittelrhein
Jagdabschnittsführer/Jagdfliegerführer Mittelrhein war ab dem 15. September 1943 die Bezeichnung einer Dienststellung bzw. einer Kommandobehörde auf Brigadeebene der deutschen Luftwaffe im Zweiten Weltkrieg. Ihre Hauptaufgabe war die Luftraumverteidigung im Bereich des Mittelrheins.

## Geschichte
Die Kommandobehörde des Jagdabschnittsführers Mittelrhein wurde am 15. September 1943 in der Cambrai-Fritsch-Kaserne in Darmstadt aufgestellt. Sie führte im Bereich des Mittelrheins die Tag- und Nachtjagdverbände und nahm dort die Luftraumverteidigung wahr. Sie war anfangs der 3. Jagd-Division des I. Jagdkorps des Luftwaffenbefehlshabers Mitte (ab 5. Februar 1944 Luftflotte Reich) unterstellt. Ab Sommer 1944 war sie der 7. Jagd-Division zugeteilt. Am 26. Januar 1945 erhielt die Kommandobehörde die neue Bezeichnung Jagdfliegerführer Mittelrhein. Am 27. März 1945 erfolgte die Auflösung der Kommandobehörde.
Der Jagdfliegerführer Mittelrhein beteiligte sich mit zwölf Jagdgruppen der Jagdgeschwader 2, 4, 11 und 53 am Unternehmen Bodenplatte. Als Ziele flogen diese Verbände die alliierten Militärflugplätze in St. Trond, Le Culot und Asch in Belgien, sowie Metz in Frankreich an. Bis auf Le Culot, das verfehlt wurde, entstanden auf allen Plätzen  mäßige Schäden.

## Jagdfliegerführer
| Dienstgrad     | Name              | Datum                          |
| -------------- | ----------------- | ------------------------------ |
| Oberstleutnant | Hanns Trübenbach  | März 1944 bis Dezember 1944    |
| Oberst         | Gotthard Handrick | Dezember 1944 bis Februar 1945 |
| Oberst         | Wolfgang Falck    | März 1945 bis 2. April 1945    |

## Unterstellte Verbände
| 25. Mai 1944                                                                                      |                                                                                               |
| ------------------------------------------------------------------------------------------------- | --------------------------------------------------------------------------------------------- |
| 25. Mai 1944                                                                                      | III./Jagdgeschwader 300; I. und III./Nachtjagdgeschwader 2; Einsatzstaffel/Jagdgeschwader 102 |
| 29. November 1944                                                                                 |                                                                                               |
| Stab, I., II., III. und IV./Jagdgeschwader 4; I./Nachtjagdgeschwader 4; I./Nachtjagdgeschwader 11 |                                                                                               |